# 제1해군해변단
제1해군해변단(영어: Naval Beach Group One)은 미국 캘리포니아주 콜로라도 해군상륙기지에 기반을 둔 미국 해군의 상륙전부대이다.

## 임무
이 부대는 미국 본토 서해안에서 창설될 때부터 미국 태평양 함대의 상륙작전에서 인력과 공기부양상륙정, 다목적상륙정, 해안구난장비과 같은 장비를 제공하고, 해안교통관제를 한다.
평시에는 미국 태평양 함대의 모든 상륙함에 대한 상륙특화훈련(Amphibious Specialty Training (PHIBSPECTRA))과 인도-태평양 해역에 배치되는 원정타격단 소속 함정의 요갑판 작전의 훈련도 지휘한다.

## 역사
제2차 세계 대전 태평양 전쟁에서 섬 건너뛰기 전략의 경험에서 교훈을 얻은 미국 해군은 상륙작전의 지원을 전담할 단일조직을 편성할 필요성을 느끼고 1948년 7월 19일에 제1해군해변단을 창설하였다. 초기의 해군해변단은 제1주정대, 제1상륙건설대대, 제1수중폭파대를 편성하였고, 이듬해 1949년에 제1해안상륙대가 더 편성되었다.
1950년, 한국 전쟁이 발발하자, 제1해군해변단은 포항과 인천에 강습상륙하였다. 중국인민지원군이 참전하면서 전선이 밀리자, 흥남에서 유엔군이 한반도 남쪽으로 후퇴하는데 지원하였다.
제1차 인도차이나 전쟁 말기 1954년에 자유로의 통로 작전에 따라 하이퐁에서 베트남 독립군에게서 패배한 프랑스 극동원정군과 30만명의 친프랑스계 베트남 난민의 철수를 도왔다.
1955년, 다천 군도에 몰린 중국 민족주의자 무리의 탈출을, 3년 뒤 같은 곳에서 국제 지구 물리학의 해와 연대하여 과학원정을 장비와 인력을지원하였다.
1965년, 베트남 전쟁에서 추라이, 다낭, 후에 상륙작전에 참가하고, 파리 평화 협정이 맺어졌을 때 미국 해병대를 본토로 철수시킨 다음, 1975년  전쟁에서 철수하기 위한 프리퀀트 윈드 작전에서 남베트남 공화국의 난민들을 태워서 철수하였다.
1983년 공기부양상륙정(LCAC)을 운용하는 제5강습정대가 부대로 전속하였고, 초지평 상륙작전 임무가 추가되었다.
1987년 4월 16일, 제1수중폭파대가 새로이 창설된 해군특수전사령부로 전속하였다.
2012년, 제7해군해안대가 제1해군해변단에 전속하였다.

## 부대

### 현재
- Amphibious Construction Battalion ONE (ACB ONE)→제1상륙건설대대
- Assault Craft Unit ONE (ACU ONE)→제1강습정대
- Assault Craft Unit FIVE (ACU FIVE)→제5강습정대; 1983년
- Beachmaster Unit ONE (BU ONE)→제1해안상륙대
- Naval Beach Unit SEVEN (NBU ONE)→제7해군해안대

### 이전
- Underwater Demolition Team ONE→제1수중폭파대
1948년 7월 19일 ~ 1987년 4월 16일, 해군특수전사령부로 전속하였다.

## 기록

### 전쟁/작전
- 6.25 전쟁
- 베트남 전쟁
- 걸프 전쟁
  - 사막 방패 작전
  - 사막 폭풍 작전
- 소말리아
  - 희망 회복 작전
  - 통합 방패 작전
- 테러와의 전쟁
  - 이라크 자유 작전
- 통합원조 작전
- 도모다치 작전

### 훈장
| 대통령 부대 표창 (해군)  | 해군 공로부대표창, 동남아시아 1965-1969 | 해군부대표창                       |
| 국방훈장 (1개 근무 동별) | 한국 근무훈장                           | 국군원정훈장 (3개 근무 동별)       |
| 베트남 근무훈장          | 동남아시아 근무훈장 (2개 근무 동별)     | 테러와의 전쟁 원정훈장             |
| 테러와의 전쟁 근무훈장   | 인도주의 근무 훈장                      | 쿠웨이트 해방훈장 (사우디아라비아) |

- 해군 대통령 부대 표창: 6.25 전쟁의 인천 상륙작전에서 제1해병사단을 지원함.
- 해군부대표창: 3차례 수훈(걸프 전쟁 사막 방패 작전 및 사막 폭풍 작전, 이라크 자유 작전)
- 유엔근무훈장(United Nations Service Medal Korea)

## 참조
1. ↑  “organization chart” (PDF) (영어). United States Navy. 2023년 4월 6일. 2023년 5월 4일에 확인함.

### 자료
- “About Us” (영어). United States Navy. 2023년 5월 4일에 확인함.